# Нейфельд (Башкортостан)
Нейфельд (баш. Нейфельд) — деревня в Благоварском районе Республики Башкортостан Российской Федерации. Входит в состав Янышевского сельсовета. 

## География

### Географическое положение
Расстояние до:
- районного центра (Языково): 43 км
- центра сельсовета (Шарлык): 2 км
- ближайшей ж/д станции (Благовар): 58 км

## Население
| 2002 | 2009 | 2010 |
| ---- | ---- | ---- |
| 29   | ↗39  | ↘33  |